# Perus riksvapen
Centralt i riksvapnet återfinns vapenskölden som består av tre fält: överst till heraldiskt höger en gyllene vicuña mot blå botten, som symboliserar djurriket i Peru, där bredvid ett cinchonaträd mot en silverfärgad bakgrund, som symboliserar naturen i Peru (Amazon-djungeln). Det nedre fältet visar ett ymnighetshorn på röd botten, symbolsierande guldet i Peru. Symbolerna anknyter till landets fauna, flora och naturrikedomar. Peruanska nationsflaggor står på ömse sidor av vapenskölden. Ovanför skölden finns av en krans av stenek.